# Lookin' for a Good Time
Lookin' for a Good Time è un singolo del gruppo musicale statunitense Lady Antebellum, pubblicato il 9 giugno 2008 come secondo estratto dal primo album in studio Lady Antebellum.
Il singolo è entrato nella top 20 della Billboard Hot Country.

## Formazione
- Chad Cromwell – batteria, tamburello
- Larry Franklin – violino
- Jason "Slim" Gambill – chitarra elettrica
- Dave Haywood – chitarra acustica
- Charles Kelley – voce
- Rob McNelley – chitarra elettrica
- Michael Rojas – organo
- Hillary Scott – voce
- Paul Worley – chitarra elettrica
- Craig Young – basso

## Classifiche
| Classifica  | Posizione massima |
| ----------- | ----------------- |
| Stati Uniti | 67                |